# Martin Ryle
Sir Martin Ryle (27. září 1918 – 14. října 1984) byl britský radioastronom. V roce 1974 obdržel spolu s Antony Hewishem Nobelovu cenu za fyziku za průkopnický výzkum v oblasti rádiové astrofyziky. Zejména za techniku aperturové syntézy.